# التأثير الدبلوماسي للحرب الفلسطينية الإسرائيلية 2023
أثارت الحرب الفلسطينية الإسرائيلية 2023 أزمة دبلوماسية كبيرة؛ حيث كان رد فعل العديد من الدول حول العالم قويًا على الصراع، الذي أثر على زخم العلاقات الإقليمية. واتخذت تسع دول على الأقل خطوة جذرية باستدعاء سفرائها وقطع العلاقات الدبلوماسية مع إسرائيل.

## مقترحات وقف إطلاق النار
في الرابع والعشرين من أكتوبر/تشرين الأول، دعا الأمين العام للأمم المتحدة أنطونيو غوتيريش إلى وقف الأعمال العدائية. وفي وقت لاحق، أقرت الجمعية العامة للأمم المتحدة قرارًا يطالب بوقف فوري لإطلاق النار، بأغلبية 121 صوتًا لصالح القرار، وامتناع 44 دولة عن التصويت، وتصويت 14 دولة ضده. في 24 أكتوبر، صرح الرئيس الأمريكي جو بايدن، "يجب أن نطلق سراح هؤلاء الرهائن ومن ثم يمكننا التحدث"، وقال إن وقف إطلاق النار سيسمح لحماس بمهاجمة إسرائيل مرة أخرى. جاء ذلك في أعقاب تصريح المسؤول في حماس غازي حمد في 1 نوفمبر بأن حماس ستكرر هجوم 7 أكتوبر مرارًا وتكرارًا حتى يتم القضاء على إسرائيل. في 3 نوفمبر، صرح بنيامين نتنياهو أن إسرائيل لن توافق على وقف إطلاق النار ما لم تطلق حماس سراح جميع الرهائن. في 6 نوفمبر، رفضت كل من إسرائيل وحماس الدعوات لوقف إطلاق النار. في 15 نوفمبر، صرح المسؤول في حماس عزت الرشق أن إسرائيل "تماطل في مواصلة عدوانها وحربها ضد المدنيين العزل". تم التوصل إلى هدنة بين 24 نوفمبر و1 ديسمبر 2023، وخلالها أطلقت حماس سراح الرهائن وأطلقت إسرائيل سراح السجناء.
بحلول 13 ديسمبر 2023، أصبحت إسرائيل والولايات المتحدة معزولتين بشكل متزايد وسط دعوات عالمية متزايدة لوقف إطلاق النار. في ديسمبر، أدت المفاوضات الجديدة التي توسطت فيها مصر إلى مقترحات لخطة متعددة المراحل من شأنها أن تشهد إطلاق سراح الرهائن وانسحاب القوات الإسرائيلية من غزة وإنشاء حكومة فلسطينية تكنوقراطية. رفضت حماس والجهاد الإسلامي الفلسطيني عرض وقف إطلاق نار دائم من شأنه أن يجعل حماس والجهاد الإسلامي يتنازلان عن سيطرتهما على غزة وإجراء انتخابات ديمقراطية. واستمرت محادثات وقف إطلاق النار في القاهرة في فبراير ومارس 2024. وقال الوفد الإسرائيلي إن القضية الرئيسية كانت رفض حماس تسليم قائمة الرهائن الأحياء. وفي 17 أبريل، قالت قطر إنها تعيد تقييم دورها كوسيط في الصراع بسبب مخاوف من "الاستغلال السياسي". في 25 أبريل/نيسان، صرح زعيم حماس خليل الحية لوكالة أسوشيتد برس أن الحركة ستكون على استعداد لنزع سلاح جناحها العسكري القسام وحله إذا تم إنشاء دولة فلسطينية مستقلة على طول حدود ما قبل عام 1967. وقال أيضًا إنه سيكون من الضروري أن يكون هناك حق في العودة للاجئين الفلسطينيين وفقًا للقرارات الدولية حتى يتم التوصل إلى مثل هذه الصفقة وأن حماس ستتحول إلى حزب سياسي بشرط التوصل إلى مثل هذه الصفقة. في 24 أكتوبر، صرح الرئيس الأمريكي جو بايدن، "يجب أن نطلق سراح هؤلاء الرهائن ومن ثم يمكننا التحدث"، وقال إن وقف إطلاق النار سيسمح لحماس بمهاجمة إسرائيل مرة أخرى. في 2 نوفمبر 2023، صرح رئيس حماس إسماعيل هنية أنه إذا وافقت إسرائيل على وقف إطلاق النار وفتح ممرات إنسانية لإدخال المزيد من المساعدات إلى غزة، فإن حماس "مستعدة للمفاوضات السياسية من أجل حل الدولتين مع القدس عاصمة لفلسطين". في 3 نوفمبر، صرح بنيامين نتنياهو أن إسرائيل لن توافق على وقف إطلاق النار ما لم تطلق حماس سراح جميع الرهائن. في 6 نوفمبر، رفضت كل من إسرائيل وحماس الدعوات لوقف إطلاق النار. في 15 نوفمبر، صرح المسؤول في حماس عزت الرشق أن إسرائيل "تماطل في مواصلة عدوانها وحربها ضد المدنيين العزل". تم التوصل إلى هدنة بين 24 نوفمبر و1 ديسمبر 2023، وخلالها أطلقت حماس سراح الرهائن وأطلقت إسرائيل سراح السجناء. بحلول 13 ديسمبر 2023، أصبحت إسرائيل والولايات المتحدة معزولتين بشكل متزايد وسط دعوات عالمية متزايدة لوقف إطلاق النار. واستمرت محادثات وقف إطلاق النار في القاهرة في فبراير ومارس 2024. وقال الوفد الإسرائيلي إن القضية الرئيسية كانت رفض حماس تسليم قائمة الرهائن الأحياء. وفي 17 أبريل، قالت قطر إنها تعيد تقييم دورها كوسيط في الصراع بسبب مخاوف من "الاستغلال السياسي".

## مفاوضات تبادل الأسرى والرهائن
بدأت المحادثات بين إسرائيل وحماس بشأن إطلاق سراح الرهائن فور بدء الحرب تقريبًا، حيث عملت قطر ومصر كوسطاء. ارتبطت مفاوضات الرهائن بمفاوضات وقف إطلاق النار، حيث اتخذت الفصائل المختلفة في الحكومة الإسرائيلية مواقف مختلفة. قال منتدى عائلات المختطفين والمفقودين، وهي مجموعة إسرائيلية تمثل عائلات المحتجزين كرهائن في غزة، إنهم يؤيدون الإفراج الشامل عن جميع الأسرى الفلسطينيين مقابل عودة جميع الرهائن الإسرائيليين المحتجزين في غزة. قال زعيم حماس في قطاع غزة، يحيى السنوار، إن الجماعة مستعدة للإفراج عن جميع الرهائن الإسرائيليين مقابل إطلاق سراح جميع الأسرى الفلسطينيين. خلال تبادل الأسرى في نوفمبر 2023، أفرجت إسرائيل عن 240 سجينًا فلسطينيًا وأفرجت حماس عن 105 رهينة مدنية.
بدأت المحادثات بين إسرائيل وحماس بشأن إطلاق سراح الرهائن فور بدء الحرب تقريبًا، حيث عملت قطر ومصر كوسطاء. ارتبطت مفاوضات الرهائن بمفاوضات وقف إطلاق النار، حيث اتخذت الفصائل المختلفة في الحكومة الإسرائيلية مواقف مختلفة. قال منتدى عائلات المختطفين والمفقودين، وهي مجموعة إسرائيلية تمثل عائلات المحتجزين كرهائن في غزة، إنهم يؤيدون الإفراج الشامل عن جميع الأسرى الفلسطينيين مقابل عودة جميع الرهائن الإسرائيليين المحتجزين في غزة. وقال زعيم حماس في قطاع غزة، يحيى السنوار، إن الجماعة مستعدة للإفراج عن جميع الرهائن الإسرائيليين مقابل إطلاق سراح جميع الأسرى الفلسطينيين. ورفض المتحدث باسم جيش الاحتلال الإسرائيلي التقرير ووصفه بأنه "إرهاب نفسي تستخدمه حماس بسخرية لخلق الضغط". أطلقت إسرائيل خلال تبادل الأسرى في نوفمبر 2023 سراح 240 سجينًا فلسطينيًا وأفرجت حماس عن 105 رهينة مدنية.

## قطع وإلغاء العلاقات الدبلوماسية
استدعت تسع دول على الأقل، بما في ذلك الأردن والبحرين وتركيا وكولومبيا وهندوراس وتشيلي وبليز وجنوب إفريقيا وتشاد، سفراءها من إسرائيل أو قطعت العلاقات نهائياً. تم اتخاذ هذه الإجراءات ردًا على الحرب الفلسطينية الإسرائيلية 2023، مع الإشارة إلى الأزمة الإنسانية بشأن الصراع المصاعد. في فترة ما بعد الظهر من يوم 31 أكتوبر/تشرين الأول، شنت إسرائيل غارة جوية على مخيم جباليا للاجئين، وقطعت بوليفيا جميع العلاقات الدبلوماسية مع إسرائيل، وتبع ذلك استدعاء سفراء من قبل تشيلي وكولومبيا والأردن والبحرين وهندوراس وتركيا وتشاد وجنوب إفريقيا وبليز على مدى الأسبوعين التاليين. وطالب وزير الرئاسة البوليفي بإنهاء الهجمات على غزة، واستشهد الرئيس التشيلي غابرييل بوريك بـ "العقاب الجماعي للسكان المدنيين الفلسطينيين" من قبل إسرائيل، واستشهد الرئيس الكولومبي جوستافو بيترو بـ "مذبحة الشعب الفلسطيني". واستشهد وزير خارجية الأردن بـ "كارثة إنسانية غير مسبوقة" وأدان "الحرب الإسرائيلية التي تقتل الأبرياء في غزة". كما قطعت الجمعية الوطنية البحرينية جميع العلاقات الاقتصادية، مستشهدة بـ "موقف قوي وتاريخي يدعم القضية الفلسطينية والحقوق المشروعة للشعب الفلسطيني". ولا يبدو أن هذا القرار قد تم تنفيذه.
استشهد وزير خارجية هندوراس بانتهاكات إسرائيل للقانون الإنساني الدولي. استشهدت تركيا "بالمأساة الإنسانية المتكشفة في غزة الناجمة عن الهجمات المستمرة التي تشنها إسرائيل ضد المدنيين، ورفض إسرائيل (قبول) وقف إطلاق النار". تعرضت تركيا لانتقادات بسبب استمرارها في الحفاظ على العلاقات الاقتصادية والعسكرية مع إسرائيل. بدأت تركيا في فرض قيود على الصادرات إلى إسرائيل في 9 أبريل، بعد مواجهة هذا الانتقاد. استشهدت تشاد بـ "موجة العنف المميت غير المسبوقة". استدعت جنوب إفريقيا بعثتها الدبلوماسية بالكامل وانتقدت سفير إسرائيل لانتقاده أولئك "المعارضين للفظائع والإبادة الجماعية التي ترتكبها الحكومة الإسرائيلية".علقت بليز العلاقات الدبلوماسية مع إسرائيل، مشيرة إلى "القصف العشوائي المتواصل في غزة" وانتهاكاتها للقانون الإنساني الدولي.

## تقرير اللجنة الدولية المستقلة
في 19 يونيو/حزيران 2024، قدمت لجنة التحقيق الدولية المستقلة بشأن الأراضي الفلسطينية المحتلة تقريرها الافتتاحي بشأن الصراع بين إسرائيل وحماس إلى مجلس حقوق الإنسان التابع للأمم المتحدة خلال دورته العادية السادسة والخمسين. ويمثل هذا التقرير أول تحقيق شامل للأمم المتحدة في الصراع، ويغطي الفترة الزمنية من 7 أكتوبر/تشرين الأول إلى 31 ديسمبر/كانون الأول 2023. وفي التقرير (A/HRC/56/26)، ذكرت اللجنة أن حماس وإسرائيل مسؤولتان عن جرائم حرب، وأن تصرفات إسرائيل ترقى أيضًا إلى مستوى الجرائم ضد الإنسانية. وقد توصلت اللجنة إلى أن العمليات العسكرية الإسرائيلية والاعتداءات في غزة نفذتها السلطات الإسرائيلية بطريقة تشكل جرائم حرب وجرائم ضد الإنسانية وانتهاكات للقانون الإنساني الدولي وقانون حقوق الإنسان. وقد ثبت أن القوات الإسرائيلية انخرطت في أعمال عنف جنسي وعنف قائم على النوع الاجتماعي بهدف إذلال المجتمع الفلسطيني وقمعه أكثر. A/HRC/56/CRP.4– فيما يتعلق بالعمليات والهجمات العسكرية الإسرائيلية في غزة، خلصت اللجنة إلى أن السلطات الإسرائيلية مسؤولة عن جرائم حرب وجرائم ضد الإنسانية وانتهاكات للقانون الإنساني الدولي والقانون الدولي لحقوق الإنسان. ووجدت اللجنة أن القوات الإسرائيلية ارتكبت أعمال عنف جنسي وعنف قائم على نوع الجنس بقصد إذلال المجتمع الفلسطيني وزيادة إخضاعه.
وخلصت اللجنة إلى أن السلطات الإسرائيلية مسؤولة عن جرائم الحرب المتمثلة في التجويع كأسلوب من أساليب الحرب، والقتل العمد أو القتل العمد، وتوجيه الهجمات عمداً ضد المدنيين والأهداف المدنية، والنقل القسري، والعنف الجنسي، والتعذيب والمعاملة اللاإنسانية أو القاسية، والاحتجاز التعسفي والانتهاكات ضد المدنيين. الاعتداء على الكرامة الشخصية. ووجدت أيضًا أن إسرائيل ارتكبت العديد من الجرائم ضد الإنسانية، بما في ذلك إبادة الفلسطينيين والاضطهاد على أساس النوع الاجتماعي الذي استهدف الرجال والفتيان الفلسطينيين. وخلص التقرير إلى أن التصريحات التي أدلى بها المسؤولون الإسرائيليون – بما في ذلك تلك التي تعكس سياسة إلحاق الدمار على نطاق واسع وقتل أعداد كبيرة من المدنيين – ترقى إلى مستوى التحريض وقد تشكل جرائم دولية خطيرة أخرى. وقررت اللجنة أيضًا أن إسرائيل فرضت حصارًا شاملاً يصل إلى حد العقاب الجماعي ضد السكان المدنيين. لقد استخدمت السلطات الإسرائيلية الحصار كسلاح واستخدمت توفير ضروريات الحياة، بما في ذلك عن طريق قطع المياه والغذاء والكهرباء والوقود والمساعدات الإنسانية، لتحقيق مكاسب استراتيجية وسياسية. كما وجد التقرير أن أشكالًا محددة من العنف الجنسي والعنف القائم على النوع الاجتماعي تشكل جزءًا من إجراءات عمل قوات الأمن الإسرائيلية. وقد توصلت إلى هذه النتيجة بسبب تكرار الانتهاكات وانتشارها وخطورتها، والتي تشمل التعري العلني والتعري بهدف إذلال المجتمع ككل وإبراز تبعية الشعب المحتل. وفي الضفة الغربية، وجدت اللجنة أن القوات الإسرائيلية ارتكبت أعمال العنف الجنسي والتعذيب والمعاملة اللاإنسانية أو القاسية والاعتداء على الكرامة الشخصية، وجميعها جرائم حرب. علاوة على ذلك، وجدت اللجنة أن حكومة إسرائيل والقوات الإسرائيلية سمحت وعززت وحرضت على حملة عنف المستوطنين ضد المجتمعات الفلسطينية في الضفة الغربية. ودعا التقرير حكومة إسرائيل إلى التنفيذ الفوري لوقف إطلاق النار، وإنهاء الحصار المفروض على غزة، وضمان إيصال المساعدات الإنسانية، ووقف استهداف المدنيين والبنية التحتية المدنية. كما دعت اللجنة إسرائيل إلى الامتثال الكامل لالتزاماتها القانونية المنصوص عليها في أوامر محكمة العدل الدولية بشأن التدابير المؤقتة الصادرة في 26 كانون الثاني/يناير 2024، و28 آذار/مارس 2024، و24 أيار/مايو 2024، وعلى وجه الخصوص، السماح للجنة بالوصول إلى غزة إجراء التحقيقات. كما أوصت بأن تتعاون جميع الدول الأطراف في نظام روما الأساسي بشكل كامل مع المحكمة الجنائية الدولية.

### أمريكا الجنوبية والوسطى
قدمت عدة دول في أمريكا الجنوبية احتجاجات دبلوماسية ضد إسرائيل ردا على الصراع مع حماس.

#### البرازيل
انتقد الرئيس لويس إيناسيو لولا دا سيلفا تصرفات إسرائيل في قطاع غزة ووصف ذلك بأنه «جنون» رئيس الوزراء بنيامين نتنياهو.

#### بوليفيا
بعد ظهر يوم الغارة الجوية الإسرائيلية في 31 أكتوبر على مخيم جباليا للاجئين، بوليفيا قطعت جميع العلاقات الدبلوماسية مع إسرائيل، وعزا قراره إلى جرائم حرب وانتهاكات حقوق الإنسان في قطاع غزة. كما تعتبر بوليفيا الدولة الأولى من بين دول أمريكا اللاتينية التي قطعت علاقاتها الدبلوماسية مع إسرائيل.

#### تشيلي
تشيلي استدعت سفراءها من إسرائيل؛ مشيراً إلى الانتهاكات «غير المقبولة» للقانون الإنساني الدولي في قطاع غزة.

#### كولومبيا
كما استدعت كولومبيا سفرائها من إسرائيل. أصدرت وزارة الخارجية بيانا حثت فيه على الاستئناف الفوري للمناقشات بين إسرائيل وفلسطين، بهدف بدء عملية سلام تؤدي إلى تعايش متناغم. وينبغي تحقيق ذلك من خلال إقامة حدود آمنة معترف بها دوليا، مع الدعم الكامل لسلامة أراضي الطرفين. وفي وقت لاحق، قررت إسرائيل وقف جميع الصادرات الأمنية إلى كولومبيا بعد تشبيه الرئيس غوستافو بيترو للجيش الإسرائيلي بألمانيا النازية. وردا على ذلك، هدد بترو بتعليق العلاقات الدبلوماسية بين البلدين، مؤكدا معارضتهما للإبادة الجماعية. في 31 أكتوبر، وكشكل من أشكال الاحتجاج على «مذبحة الشعب الفلسطيني»، استدعى بترو سفير كولومبيا لدى إسرائيل. وفي 1 مايو 2024، أعلنت كولومبيا قطع علاقاتها الدبلوماسية مع إسرائيل.

#### بليز
علقت بليز علاقاتها الدبلوماسية مع إسرائيل.

#### هندوراس
أعلن رئيس هندوراس زيومارا كاسترو استدعاء سفيره في 4 تشرين الثاني/نوفمبر، بعد وقت قصير من إعلان وزارة خارجية البلاد أن «هندوراس تدين بقوة الإبادة الجماعية والانتهاكات الخطيرة للقانون الإنساني الدولي». التي يعاني منها السكان المدنيون الفلسطينيون في قطاع غزة".

#### كوبا
قال الرئيس كانيل: «لن نبقى غير مبالين، نحن ندين بشدة الإبادة الجماعية التي ترتكبها إسرائيل».

### آسيا

#### الأردن
الأردن، وهي حليف رئيسي للولايات المتحدة في الشرق الأوسط، استدعت سفيرها في الأول من تشرين الثاني/نوفمبر، «تعبيراً عن موقف الأردن الرافض والإدانة للحرب الإسرائيلية المستعرة على غزة، والتي تقتل الأبرياء وتسبب حرباً غير مسبوقة وكارثة إنسانية». وبالمثل، أضاف الأردن أن سفير إسرائيل الذي غادر عمان (العاصمة) في أعقاب هجوم حماس، لن يسمح له بالعودة.
وفي تشرين الثاني/نوفمبر 2023، قال رئيس الوزراء الأردني إن الأردن يدرس جميع الخيارات المتاحة في رده على العدوان الإسرائيلي على غزة وعواقبه اللاحقة. وقال إن الحصار الذي تفرضه إسرائيل على قطاع غزة المكتظ بالسكان لا يمكن تبريره باعتباره دفاعًا عن النفس، وانتقد الهجوم الإسرائيلي العشوائي، الذي شمل مناطق آمنة وسيارات إسعاف في أهدافه.

#### البحرين
أعلن مجلس الأمة البحريني وقف العلاقات الدبلوماسية والاقتصادية في 2 نوفمبر/تشرين الثاني، مشيرًا إلى "الموقف الثابت والتاريخي الداعم للقضية الفلسطينية والحقوق المشروعة للشعب الفلسطيني". وقالت إسرائيل إنها ليس لديها علم مسبق بالقرار.

#### تركيا
استدعت تركيا سفيرها لدى إسرائيل بسبب الأزمة الإنسانية الناجمة عن الهجمات الإسرائيلية المستمرة على المدنيين في غزة في 4 نوفمبر.

#### ماليزيا
أعربت ماليزيا عن قلقها إزاء التصعيد الأخير في الشرق الأوسط من خلال بيان أصدرته وزارة الخارجية. ويعزو البيان السبب الجذري للوضع إلى الاحتلال غير القانوني الذي طال أمده، والحصار، والمعاناة، وتدنيس الأقصى، وسياسة السلب التي تمارسها إسرائيل باعتبارها المحتل. وتدعو ماليزيا إلى العودة إلى حدود ما قبل عام 1967 وتحث مجلس الأمن التابع للأمم المتحدة على المطالبة بإنهاء العنف مع التأكيد على أهمية احترام وحماية حياة المدنيين الأبرياء. وقد اختار رئيس الوزراء أنور إبراهيم، على الرغم من الضغوط المزعومة من الدول الغربية، عدم إدانة حماس، مما سلط الضوء على العلاقة الطويلة الأمد بين ماليزيا والجماعة. علاوة على ذلك، صوتت ماليزيا ضد إدانة حماس في الأمم المتحدة. وفي تطور حديث، أعلنت ماليزيا فرض حظر على السفن المملوكة لإسرائيل والسفن التي ترفع العلم الإسرائيلي، وكذلك السفن المتجهة إلى إسرائيل، من الرسو في الموانئ الماليزية.

#### أندونيسيا
إندونيسيا: في اجتماع ثنائي مع الولايات المتحدة في 13 نوفمبر 2023، ناشد الرئيس الإندونيسي جوكو ويدودو بايدن بشكل مباشر وقف الفظائع ضد المدنيين الفلسطينيين في غزة.

### أفريقيا

#### جنوب أفريقيا
استدعت جنوب أفريقيا بعثتها الدبلوماسية بأكملها في 6 نوفمبر وانتقدت سفير إسرائيل لاستخفافه بأولئك «المعارضين للفظائع واتهام الإبادة الجماعية الفلسطينية|الإبادة الجماعية التي ترتكبها الحكومة الإسرائيلية». في 21 نوفمبر، استدعت إسرائيل سفيرها في جنوب إفريقيا «للتشاور» قبل ساعات فقط من تصويت برلمان جنوب إفريقيا على إغلاق أو تعليق السفارة الإسرائيلية في البلاد. وجاء التصويت لصالح تعليق العلاقات الدبلوماسية وإغلاق السفارة.
وأصدرت وزارة الخارجية بيانا دعت فيه إلى وقف التصعيد وألقت باللوم في الحريق على «استمرار الاحتلال غير القانوني لأراضي فلسطين، استمرار التوسع الاستيطاني، تدنيس المسجد الأقصى
والمقدسات المسيحية، والقمع المستمر للشعب الفلسطيني». وأكدت جنوب أفريقيا دعمها لـ حل الدولتين. تعرضت وزيرة الخارجية نالدي باندور لانتقادات من قبل مجلس النواب اليهودي في جنوب إفريقيا لتلقيها مكالمة هاتفية من حماس بعد عشرة أيام من هجومها واتهمتها بالانحياز إلى أحد الجانبين في الصراع. ونفت باندور التعبير عن دعمها لحماس وقالت إنها أعربت عن دعمها للشعب الفلسطيني وناقشت المساعدات لشعب غزة. جنوب أفريقيا صوتت ضد إدانة حماس في الأمم المتحدة.
في 29 ديسمبر 2023، رفعت جنوب أفريقيا القضية جنوب أفريقيا ضد إسرائيل (اتفاقية الإبادة الجماعية) لدى محكمة العدل الدولية.

#### ليبيا
أعرب المجلس الأعلى للدولة عن دعمه لفلسطين وطلب من حكومة الوحدة الوطنية قطع العلاقات الدبلوماسية مع الدول الداعمة لإسرائيل، بينما دعا وزير الخارجية طاهر البدور إلى الوقف الفوري للهجمات الإسرائيلية على غزة. أعرب مجلس النواب عن دعمه لغزة، وأدان إسرائيل وطلب من منافستها حكومة الاستقرار الوطني وقف صادرات النفط بشكل كامل إلى الدول التي تدعم إسرائيل والطرد الفوري لإسرائيل، سفراء الولايات المتحدة والمملكة المتحدة وفرنسا وألمانيا وإيطاليا من ليبيا.

#### تشاد
كما استدعت تشاد سفيرها في 6 تشرين الثاني/نوفمبر، مشيرة إلى أنها تدين «الخسائر في الأرواح البشرية للعديد من المدنيين الأبرياء وتدعو إلى وقف إطلاق النار يؤدي إلى حل دائم للقضية الفلسطينية». كما صوتت ضد إدانة حماس في الأمم المتحدة.

#### بنين
وفي ديسمبر/كانون الأول 2023، صوتت بنين ضد إدانة حماس في الأمم المتحدة.

#### بوروندي
بوروندي صوتت ضد إدانة حماس في الأمم المتحدة (في ديسمبر 2023).

#### السودان
قالت وزارة الخارجية إن السودان يدعم «الحقوق المشروعة للشعب الفلسطيني في أن تكون له دولته المستقلة»؛ ودعا «إلى الالتزام بالقرارات الدولية وحماية المدنيين الأبرياء».

### الجنوب العالمي
لقد أدى الدعم الغربي للغزو الإسرائيلي لغزة إلى انقسامات واسعة داخل الجنوب العالمي. وقد أدى ذلك إلى تزايد التصور السلبي لـ «المعايير المزدوجة» والغرب «المتمحور حول الذات» من قبل الجنوب العالمي. صرحت تيرانا حسن، المدير التنفيذي لمنظمة هيومن رايتس ووتش، بوجود اتجاه عالمي للمعايير المزدوجة حيث كانت بعض الدول تغض الطرف عن انتهاكات حقوق الإنسان مقابل الحصول على «الموارد الطبيعية أو الأمن أو حقوق الإنسان والهجرة».
في 8 نوفمبر 2023، ألغت نيجيريا الزيارة المقررة لرئيس الوزراء التشيكي بيتر فيالا. في 20 ديسمبر/كانون الأول، أعلنت ماليزيا أنها منعت السفن التي ترفع العلم الإسرائيلي من دخول موانئها بسبب انتهاكات إسرائيل للقانون الدولي.

### الولايات المتحدة الدبلوماسية
كافحت الولايات المتحدة لكسب النفوذ عندما اندلعت الحرب في غزة. وتنخرط الولايات المتحدة في دبلوماسية مكثفة تهدف إلى تقويض أقرب حليف لها في الشرق الأوسط ومحاولة منع انتشار الحرب إلى المنطقة. بالنسبة الى إيان بريمر، فإن نهج بايدن في الحرب قد تركه معزولًا دبلوماسيًا مثل فلاديمير بوتين. ذكرت أطباء بلا حدود أن الولايات المتحدة كانت معزولة في دعمها للحرب التي يبدو أنها «ليس لها قواعد ولا حدود». صرح رامي جورج خوري، الأستاذ في الجامعة الأمريكية في بيروت، أن السياسة الأمريكية أدت إلى اعتبار البلاد "شعبًا شريرًا في نظر معظم العالم". صرح حسن براري، الأستاذ في جامعة قطر، أن «الولايات المتحدة معزولة الآن في المجتمع الدولي... وهذا أمر محرج حقًا لدولة تتمسك بفكرة حقوق الإنسان». وذكرت صحيفة «واشنطن بوست» أن الفشل في تمرير قرار الأمم المتحدة لوقف إطلاق النار «يؤكد عزلة الولايات المتحدة». الاعتراض ذكر أن دفاع بايدن عن تصرفات إسرائيل في غزة كان "يدفع الولايات المتحدة إلى العزلة".
في 18 نوفمبر، قال الرئيس الأمريكي جو بايدن إنه بعد الحرب، "يجب إعادة توحيد غزة والضفة الغربية في ظل هيكل حكم واحد، في نهاية المطاف في ظل سلطة فلسطينية متجددة، بينما نعمل جميعًا على تحقيق حل الدولتين". وأكد بايدن أن الولايات المتحدة "لن تتخلى" عن حل الدولتين.
وفي حديثه في دبي في 2 كانون الأول/ديسمبر 2023، قال نائب الرئيس الأمريكي هاريس إن هناك خمسة مبادئ تحكم نهج ما بعد الصراع: "لا تهجير قسري، لا إعادة احتلال، لا حصار، لا تقليص الأراضي، و"لا استخدام غزة كمنصة للإرهاب". نريد أن نرى غزة والضفة الغربية موحدة في ظل السلطة الفلسطينية، ويجب أن تكون الأصوات والتطلعات الفلسطينية في قلب هذا العمل".
اعتمادًا على وقف طويل للقتال وإطلاق سراح الرهائن، تعمل إدارة بايدن على الترويج لخطة السلام بين إسرائيل وفلسطين بعد الحرب والتي ستتضمن الاعتراف بالدولة الفلسطينية.
بعد أن اقترح نتنياهو خطة ما بعد الحرب في غزة في 23 فبراير 2024 على نحو يتعارض مع المواقف الأمريكية، كررت الولايات المتحدة مبادئها. وردًا على إعلان إسرائيل عن خطط استيطانية جديدة في 22 فبراير/شباط، أعادت الولايات المتحدة أيضًا الموقف الأمريكي السابق القائم منذ فترة طويلة بأن المستوطنات "تتعارض مع القانون الدولي".

### الأمم المتحدة
وأوضح تامر قرموط، الأستاذ في معهد الدوحة للدراسات العليا، تأثير الحرب على تصور الأمم المتحدة، قائلاً: «إن الأمم المتحدة أصبحت غير ذات أهمية، ومهمشة، ومسيسة للغاية، ويتم الآن التشكيك في التفويض».
صرح الأمين العام للأمم المتحدة أنطونيو جوتيريش أن الحرب كانت «إدانة مروعة للجمود في العلاقات العالمية».

### الاتحاد الأوروبي
وفي مقال افتتاحي بصحيفة فايننشال تايمز، ذكر كبير الدبلوماسيين الأوروبيين جوزيب بوريل أن حل الدولتين هو "أفضل ضمان أمني" لإسرائيل. وفي يناير 2024، قال بوريل: "نحن نعتقد فقط أن حل الدولتين المفروض من الخارج سيجلب السلام على الرغم من إصرار إسرائيل على السلبي".
وفي وثيقة تم توزيعها قبل الاجتماع المقرر عقده في 22 يناير/كانون الثاني، اقترحت بروكسل أن الدول الأعضاء في الاتحاد الأوروبي يجب أن "تحدد العواقب التي تعتزم ربطها بالمشاركة أو عدم المشاركة" في خطة السلام المقترحة. ومع تعثر محادثات السلام منذ فترة طويلة واستمرار الحرب في غزة، تدعم بعض الدول الأوروبية الاعتراف بالدولة الفلسطينية قبل التوصل إلى تسوية عن طريق التفاوض، حيث صرح وزير الخارجية البريطاني ديفيد كاميرون بأن المملكة المتحدة يمكن أن تعترف بدولة فلسطينية بعد وقف إطلاق النار في غزة. في يوليو 2024، ورد أن رئيس الوزراء الإسرائيلي بنيامين نتنياهو تجنب التوقف في الاتحاد الأوروبي بسبب مخاوف من أن المحكمة الجنائية الدولية كانت تعد مذكرة اعتقاله. في أغسطس/آب 2024، صرح وزير الخارجية الفرنسي أنه "من غير المناسب" أن يصرح وزير الخارجية الإسرائيلي بأن إسرائيل تتوقع من حلفائها مهاجمة إيران إذا ضربت إسرائيل.

#### إسبانيا
صرح وزير الخارجية الإسباني خوسيه مانويل ألباريس أن إسبانيا تؤيد الاعتراف بدولة فلسطين في إطار زمني قصير المدى. ودعت نائبة رئيس الوزراء يولاندا دياز المجتمع الدولي إلى الضغط على إسرائيل لوقف ما أسمته مذبحة في غزة، بينما اتهم وزير الحقوق الاجتماعية أيوني بيلارا الاتحاد الأوروبي والولايات المتحدة بـ "التواطؤ في جرائم الحرب الإسرائيلية". ودعت إلى إدانة إسرائيل أمام المحكمة الجنائية الدولية بسبب ما وصفته بأنه «إبادة جماعية مخططة» مستمرة في قطاع غزة ضد الشعب الفلسطيني. وفي نوفمبر 2023، انتقد سانشيز القصف الإسرائيلي لقطاع غزة ودعا إلى "وقف فوري لإطلاق النار". ووعد "بالعمل في أوروبا وفي إسبانيا للاعتراف بالدولة الفلسطينية".

#### بلجيكا
وذكرت وزيرة التعاون الإنمائي البلجيكية كارولين جينيز أن بلجيكا تدرس أيضًا الاعتراف بدولة فلسطين.

#### فرنسا
في 16 فبراير 2024، قال الرئيس الفرنسي إيمانويل ماكرون إن "الاعتراف بالدولة الفلسطينية ليس من المحرمات بالنسبة لفرنسا".

#### أيرلندا
في مايو 2024، اعترفت أيرلندا رسميًا بدولة فلسطين.

#### إسرائيل
صرح رئيس الوزراء بنيامين نتنياهو: "أنا الوحيد الذي سيمنع قيام دولة فلسطينية في غزة و[الضفة الغربية] بعد الحرب". في 18 يناير 2024، رفض نتنياهو دعوات الولايات المتحدة لاتخاذ خطوات نحو إقامة الدولة الفلسطينية. في 17 فبراير، صرح نتنياهو قائلاً: "لن ننحني للإملاءات الدولية فيما يتعلق بالصفقة المستقبلية مع الفلسطينيين". وفي 19 فبراير، قال نتنياهو إنه سيقترح تشريعًا لمعارضة قيام دولة فلسطينية. وفي 20 فبراير، قال إن الدولة الفلسطينية "ستعرض وجودنا للخطر".

#### الدول العربية
وفي 8 كانون الأول/ديسمبر 2023، أكد وفد عربي أنه لا يريد مناقشة الحكم في مرحلة ما بعد غزة إلا في سياق الدولة الفلسطينية. في 19 فبراير 2024، صرح وزير الخارجية السعودي فيصل بن فرحان آل سعود قائلاً: "عندما أتحدث مع شركائنا في المجتمع الدولي، فإنهم جميعًا يتفقون على أن الطريق إلى الاستقرار في منطقتنا، وفي فلسطين، وأمن إسرائيل هو نحو دولة فلسطينية". في مايو 2024، بعد بدء الهجوم الإسرائيلي على رفح، دعا رئيس السياسة الخارجية بالاتحاد الأوروبي جوزيب بوريل إسرائيل إلى الامتناع عن تصعيده، قائلاً: "إذا واصلت إسرائيل عمليتها العسكرية في رفح، فإن ذلك سيضع حتمًا ضغطًا شديدًا على علاقة الاتحاد الأوروبي بإسرائيل". وفي وقت لاحق من نفس الشهر، حذر بوريل من أن تجاهل إسرائيل لتوجيهات محكمة العدل الدولية من شأنه أن يضعف مصداقية أوروبا، قائلاً: "إن تقديم تحذيرات أو اعتراضات أو استثناءات على أساس غير قانوني يضر بالنظام القائم على القواعد، ويضر بقيمنا، وسوف يلحق الضرر بمكانتنا الدولية ويضعف موقفنا بشأن قضايا أخرى". في مارس 2024، أعلن كبير الدبلوماسيين في الاتحاد الأوروبي جوزيب وذكر بوريل أن غزة أصبحت "مقبرة للعديد من أهم مبادئ القانون الإنساني".

## المنظمات الدولية
- الاتحاد الأفريقي: أعرب رئيس مفوضية الاتحاد الأفريقي رئيس موسى فكي عن "قلقه البالغ" إزاء الوضع ودعا إلى وقف فوري للأعمال العدائية، بالإضافة إلى ذلك، أشار إلى إنكار إن الحقوق الأساسية للشعب الفلسطيني، ولا سيما حق الدولة المستقلة ذات السيادة، كانت "السبب الرئيسي للتوتر الإسرائيلي الفلسطيني الدائم".[159]
- الجامعة العربية: قالت الجامعة إن "استمرار إسرائيل في تنفيذ سياسات العنف والمتطرفة يشكل قنبلة موقوتة تحرم المنطقة من أي فرصة جدية للاستقرار في المستقبل المنظور".[160]

## تأثيرات أخرى

### الصين
لقد اختبرت الحرب استراتيجية الصين المتمثلة في "الدبلوماسية المتوازنة" في الشرق الأوسط. وقد جعل الاستقطاب بشأن الصراع من الصعب الحفاظ على رؤية بكين الإستراتيجية للشرق الأوسط.

### G7
سعى وزير الخارجية الأمريكي أنتوني بلينكن إلى الوحدة بين مجموعة السبع (G7) حول كيفية التعامل مع الأزمة. وكان أعضاء مجموعة السبعة يبحثون عن أرضية مشتركة لمنع الحرب في غزة من زعزعة الاستقرار الأمني الهش أصلاً في الشرق الأوسط الكبير.

### IMEC
إن تنفيذ الممر الاقتصادي بين الهند والشرق الأوسط وأوروبا (IMEC)، والذي تدعمه الولايات المتحدة، سوف يواجه عوائق مؤقتة. لا شك أن التحديات الأخيرة التي تواجه تطبيع العلاقات بين المملكة العربية السعودية وإسرائيل ستشكل عقبات جديدة أمام التنفيذ المستقبلي لخطةIMEC.

### التأثير على العلاقات الأمريكية الإيرانية
أدت الحرب بين إسرائيل وحماس إلى تعميق الصراع بين الولايات المتحدة وإيران على النفوذ في الشرق الأوسط. وتتضمن استراتيجية إيران طويلة المدى تدمير إسرائيل ودق إسفين بين إسرائيل وجيرانها الإقليميين. على الرغم من التوترات والغضب في جميع أنحاء المنطقة، فإن جهود إدارة بايدن لاحتواء إيران ومنع نشوب حرب أوسع تتماشى مع أولويات معظم الحكومات العربية.

### اتفاق التطبيع السعودي الإسرائيلي
تجري المملكة العربية السعودية، بقيادة ولي العهد الأمير محمد بن سلمان، محادثات مع إسرائيل حول احتمال تطبيع العلاقات الدبلوماسية. لكن بسبب اندلاع الحرب، توقفت هذه المفاوضات. تم إبلاغ قرار تعليق المحادثات إلى وزير الخارجية الأمريكي أنتوني بلينكن، مما وجه ضربة للجهود الأمريكية الأخيرة لـ "استعادة السلام" والعلاقات الدبلوماسية بين البلدين.

### روسيا
وعلى النقيض من زيلينسكي، امتنع الرئيس الروسي بوتين عن إدانة هجوم حماس على إسرائيل على الفور. وبدلاً من ذلك، أرجع ذلك إلى «سياسة الولايات المتحدة الفاشلة في الشرق الأوسط». وقد طرحت روسيا، مستغلة موقفها في مجلس الأمن الدولي، قرارات تدين الهجمات على المدنيين دون أن تذكر حماس صراحة. علاوة على ذلك، استخدمت روسيا حق النقض (الفيتو) ضد القرار الذي رعته الولايات المتحدة والذي يعترف بحق جميع الدول في الدفاع عن النفس. ودل هذا الرد الدبلوماسي من جانب روسيا على محاولتها التودد إلى المجتمع الدولي، على غرار الجهود التي تبذلها أوكرانيا. وتعتقد موسكو أن التحالف مع حماس ضد إسرائيل هو النهج الأكثر فعالية، حيث حافظت على علاقات مع حماس ولم تصنفها كمنظمة إرهابية. وبعد وقت قصير من الهجوم المروع الذي شنته حماس، قام وفد من كبار مسؤولي حماس بزيارة موسكو لمناقشة إطلاق سراح الرهائن الروس الإسرائيليين وإجلاء المواطنين الروس من المنطقة المتضررة.

### اتفاقيات جنيف
وإسرائيل، باعتبارها من الدول الموقعة على اتفاقيات جنيف، ملزمة بإجراء تحقيقات في جرائم الحرب، حتى لو ارتكبتها قواتها. وفقا للقانون الإنساني الدولي، فإن الدول ملزمة بالتحقيق، ومقاضاة الأفراد المسؤولين عن جرائم الحرب، إذا لزم الأمر.

## الاستعداد لاستقبال اللاجئين من دول ثالثة
رفضت كل من الأردن ومصر فكرة استضافة اللاجئين الفلسطينيين الفارين من غزة، مع تحذير الملك عبد الله الثاني ملك الأردن من دفع الفلسطينيين إلى البحث عن ملجأ في الأردن، وشدد على ضرورة معالجة الوضع الإنساني داخل غزة والضفة الغربية. أعربت كل من الدولتين عن قلقها الشديد من أن تسعى إسرائيل إلى طرد الفلسطينيين بشكل دائم، وهو البيان الذي تعارضه إسرائيل. حث رئيس وزراء اسكتلندا حمزة يوسف الذي لديه عائلة في غزة المجتمع الدولي على إنشاء برنامج للاجئين للفارين من العنف في غزة وقال إن اسكتلندا مستعدة لتقديم ملاذ للاجئين القادمين إلى المملكة المتحدة. في الولايات المتحدة، اقترحت النائبة ألكسندريا أوكاسيو كورتيز أن يتم حل مشكلة اللاجئين من قبل "شركاء المنطقة"، لكنها أكدت على "الدور التاريخي" للولايات المتحدة في قبول اللاجئين، بينما قال النائب جمال بومان إن الولايات المتحدة يجب أن ترحب باللاجئين غير المنتمين إلى حماس. أعرب كل من الرئيس السابق دونالد ترامب وحاكم فلوريدا رون دي سانتيس عن معارضتهما لقبول أي لاجئين فلسطينيين. الدول الأوروبية حذرة من تدفق اللاجئين بسبب الاحتجاجات الأخيرة المؤيدة للفلسطينيين. في الولايات المتحدة، اقترحت النائبة ألكسندريا أوكاسيو كورتيز أن يتم حل مشكلة اللاجئين من قبل "شركاء المنطقة"، لكنها أكدت على "الدور التاريخي" للولايات المتحدة في قبول اللاجئين، بينما قال النائب جمال بومان إن الولايات المتحدة يجب أن ترحب باللاجئين غير المنتمين إلى حماس. أعرب كل من الرئيس السابق دونالد ترامب وحاكم فلوريدا رون دي سانتيس عن معارضتهما لقبول أي لاجئين فلسطينيين.

## مجلس الأمن التابع للأمم المتحدة
في 8 أكتوبر 2023، عقد مجلس الأمن التابع للأمم المتحدة اجتماعًا مغلقًا بشأن الصراع، والذي انتهى دون الاتفاق على بيان مشترك. وأقر المجلس قرارًا يدعو إلى وقفة إنسانية في 15 نوفمبر. في 6 ديسمبر، استشهد الأمين العام للأمم المتحدة أنطونيو غوتيريش بالمادة 99 من ميثاق الأمم المتحدة لأول مرة، والتي تسمح له بمعالجة المسائل التي تهدد "السلام والأمن الدوليين" أمام مجلس الأمن التابع للأمم المتحدة. حث الدبلوماسيون، الذين كانوا قلقين من عدم وجود خطة لما بعد الحرب لدى إسرائيل ويتطلعون إلى الحد من الأزمة الإنسانية وكذلك أي توسع إقليمي للحرب، على تأخير غزو بري كامل النطاق لغزة. طلبت روسيا التصويت في مجلس الأمن التابع للأمم المتحدة في 15 أكتوبر على مشروع قرار يدعو إلى وقف إطلاق نار إنساني. تم رفض المشروع الروسي بينما استمرت المفاوضات بشأن مشروع برازيلي. في 18 أكتوبر 2023، استخدمت الولايات المتحدة حق النقض ضد قرار مجلس الأمن الذي صاغته البرازيل والذي "أدان هجوم حماس على إسرائيل، ودعا إلى وقفات إنسانية في جميع الهجمات للسماح بتسليم المساعدات المنقذة للحياة للمدنيين، ودعا إسرائيل إلى سحب توجيهاتها للمدنيين بإخلاء الجزء الشمالي من قطاع غزة". وقد أيد 12 من أعضاء المجلس الخمسة عشر مشروع القرار؛ وامتنعت المملكة المتحدة وروسيا عن التصويت.
وفي 25 أكتوبر، استخدمت الصين وروسيا حق النقض ضد قرار صاغته الولايات المتحدة، كما استخدمت المملكة المتحدة والولايات المتحدة حق النقض ضد قرار صاغته روسيا. وأصدرت حماس بيانًا أشادت فيه بموقف روسيا والصين وشكرت جميع الدول التي طالبت بإنهاء الهجمات الإسرائيلية على غزة. وفي 15 نوفمبر 2023، أصدر مجلس الأمن قرارًا يركز على الوضع الإنساني، داعيًا إلى الإفراج الفوري عن جميع الرهائن المحتجزين لدى حماس وتوفير ممرات إنسانية لإنقاذ وحماية أرواح المدنيين. صاغت مالطا القرار؛ وصوت لصالحه اثنا عشر عضوًا، ولم يعارضه أحد وامتنع ثلاثة عن التصويت. وامتنعت المملكة المتحدة والولايات المتحدة عن التصويت؛ ورغم دعمهما للتركيز على الإغاثة الإنسانية، لم يتضمن القرار أي انتقاد صريح لحماس. وامتنعت روسيا عن التصويت لأنه لم يدعو إلى وقف فوري لإطلاق النار. وجاء القرار في أعقاب قرار الجمعية العامة للأمم المتحدة الذي دعا إلى وقف الأعمال العدائية في 27 أكتوبر/تشرين الأول. في 8 ديسمبر 2023، انتقد زعماء العالم ومنظمة العفو الدولية وهيومن رايتس ووتش ومسؤولو الأمم المتحدة الولايات المتحدة بسبب استخدامها لحق النقض ضد قرار آخر لمجلس الأمن يدعو إلى وقف إطلاق نار إنساني فوري. امتنعت المملكة المتحدة عن التصويت، بينما صوتت الدول الأعضاء الثلاثة عشر الأخرى في المجلس لصالح القرار. وردًا على حق النقض الأمريكي، استشهدت مصر بالقرار 377A، الذي يسمح للجمعية العامة للأمم المتحدة بمعالجة قضية تهدد الأمن العالمي أهملها مجلس الأمن.
في 20 فبراير 2024، استخدمت الولايات المتحدة حق النقض ضد قرار لمجلس الأمن اقترحته الجزائر يطالب "بوقف إطلاق نار إنساني فوري في غزة"، و"الإفراج الفوري وغير المشروط عن جميع الرهائن" و"الوصول الإنساني دون عوائق"، بدعم من 13 عضوًا في المجلس بما في ذلك الأعضاء الدائمون فرنسا والصين وروسيا؛ امتنعت المملكة المتحدة عن التصويت. وقال ممثل الولايات المتحدة، "في بعض الأحيان تستغرق الدبلوماسية الصعبة وقتًا أطول ... [إنها] المسار الوحيد المتاح نحو سلام أطول أمدًا". أكد الممثل الجزائري أن "الصمت ليس خيارًا قابلاً للتطبيق". في 22 مارس 2024، قدمت الولايات المتحدة مشروع قرار ينص على "ضرورة" "وقف إطلاق نار فوري ومستدام"، وتسهيل توصيل المساعدات ودعم المحادثات الجارية بين إسرائيل وحماس، المرتبطة بالإفراج عن الرهائن. وقد استخدمت روسيا والصين حق النقض ضده مع تصويت الجزائر ضده أيضًا. وقد أيد القرار 11 عضوًا آخر في المجلس؛ وامتنعت غيانا عن التصويت. كانت اللغة غير المعتادة في المسودة من النقاط الرئيسية للانتقاد - قالت روسيا والصين إنها لم تكن "دعوة" أو "مطلبًا" مباشرًا لوقف الأعمال العدائية، وألمحت إلى أن وقف إطلاق النار سيكون مشروطًا بالإفراج عن جميع الرهائن. جادل المنتقدون بأن هذا من شأنه أن يترك المدنيين الأبرياء عُرضة لهجمات إسرائيلية مستمرة حتى تتفق حماس وإسرائيل على صفقة رهائن. كانت نقطة أخرى من الانتقادات هي أن المسودة النهائية لم تعد تحتوي على معارضة واضحة للهجوم البري في رفح. في 25 مارس 2024، صدر قرار مجلس الأمن التابع للأمم المتحدة رقم 2728 برعاية الجزائر والذي يطالب بوقف إطلاق النار الفوري والإفراج غير المشروط عن الرهائن خلال شهر رمضان. صدر القرار بأغلبية 14 صوتًا وامتناع الولايات المتحدة عن التصويت.

## مجلس حقوق الإنسان التابع للأمم المتحدة
في الخامس من إبريل/نيسان، وخلال دورته العادية الخامسة والخمسين، اعتمد مجلس حقوق الإنسان التابع للأمم المتحدة عدة قرارات بشأن الإبادة الجماعية المحتملة التي ارتكبتها إسرائيل في غزة، وعزز عدم شرعية الاحتلال الإسرائيلي للأراضي الفلسطينية في قطاع غزة والضفة الغربية والاحتلال الإسرائيلي لمرتفعات الجولان. وكانت هذه هي المرة الأولى التي يتخذ فيها أعلى هيئة حقوقية في الأمم المتحدة إجراءات منذ بدء الحرب. وتم اعتماد القرارات التالية: A/HRC/55/L.13 – بشأن حق الشعب الفلسطيني في تقرير المصير، اعتمد المجلس بأغلبية 42 صوتًا مقابل صوتين ضده وامتناع 3 عن التصويت، قرارًا دعا فيه إسرائيل، القوة المحتلة، إلى إنهاء احتلالها للأراضي الفلسطينية المحتلة على الفور، بما في ذلك القدس الشرقية، وعكس وإزالة أي عوائق أمام الاستقلال السياسي والسيادة والسلامة الإقليمية لفلسطين، وأكد دعمه لحل الدولتين، فلسطين وإسرائيل، تعيشان جنبًا إلى جنب في سلام وأمن. وحث المجلس جميع الدول على اتخاذ التدابير اللازمة لتعزيز إعمال حق تقرير المصير للشعب الفلسطيني.
A/HRC/55/L.14 – فيما يتعلق بحقوق الإنسان في الجولان السوري المحتل، والذي تم اعتماده بأغلبية 29 صوتًا لصالحه و14 صوتًا ضده و4 امتناع عن التصويت، طالب المجلس إسرائيل بوقف جميع الخطط والأنشطة المتعلقة بالمستوطنات في الجولان السوري المحتل على الفور وقرر أن جميع التدابير والإجراءات التشريعية والإدارية التي اتخذتها إسرائيل أو ستتخذها والتي تسعى إلى تغيير طابع الجولان السوري المحتل ووضعه القانوني باطلة ولاغية.
A/HRC/55/L.28 – أما فيما يتصل بالمستوطنات الإسرائيلية في الأراضي الفلسطينية المحتلة، بما فيها القدس الشرقية، وفي الجولان السوري المحتل، فقد اعتمد المجلس بأغلبية 36 صوتاً مقابل 3 أصوات ضد و8 أصوات امتناع عن التصويت قراراً دعا فيه إسرائيل إلى الامتثال لجميع التزاماتها بموجب القانون الدولي والتوقف فوراً عن جميع الإجراءات التي تتسبب في تغيير طابع ووضع وتركيبة الأراضي الفلسطينية المحتلة، بما فيها القدس الشرقية، والجولان السوري المحتل، وإنهاء احتلالها للأراضي المحتلة منذ عام 1967 دون تأخير. وطلب المجلس من لجنة التحقيق الدولية المستقلة بشأن الأراضي الفلسطينية المحتلة، بما فيها القدس الشرقية، وإسرائيل إعداد تقرير عن هويات المستوطنين، فضلاً عن جماعات المستوطنين وأعضائها، الذين شاركوا أو يواصلون المشاركة في أعمال الإرهاب أو العنف أو الترهيب ضد المدنيين الفلسطينيين والإجراءات التي اتخذتها إسرائيل والدول الثالثة، وتقديم التقرير إلى المجلس في دورته التاسعة والخمسين.
A/HRC/55/L.30 - في القرار المتعلق بحالة حقوق الإنسان في الأرض الفلسطينية المحتلة، بما فيها القدس الشرقية، والالتزام بضمان المساءلة والعدالة، الذي اعتمد بأغلبية 28 صوتاً مقابل 6 أصوات ضد و13 امتناعاً عن التصويت، طالب المجلس إسرائيل، القوة المحتلة، بإنهاء احتلالها للأرض الفلسطينية المحتلة منذ عام 1967، بما فيها القدس الشرقية؛ كما طالب إسرائيل برفع الحصار المفروض على قطاع غزة وجميع أشكال العقاب الجماعي الأخرى على الفور؛ ودعا إلى وقف فوري لإطلاق النار في غزة، وإتاحة الوصول الفوري للمساعدات الإنسانية الطارئة، وإعادة الضروريات الأساسية للسكان الفلسطينيين في غزة على وجه السرعة؛ ودعا جميع الدول إلى اتخاذ إجراءات فورية لمنع استمرار النقل القسري للفلسطينيين داخل غزة أو منها؛ ودعا جميع الدول إلى وقف بيع ونقل وتحويل الأسلحة والذخائر وغيرها من المعدات العسكرية إلى إسرائيل؛ وحث جميع الدول على مواصلة تقديم المساعدة الطارئة للشعب الفلسطيني ودعا جميع الدول إلى ضمان حصول الأونروا على تمويل مستدام ومنتظم وكافٍ للوفاء بولايتها؛ ودعا الجمعية العامة إلى التوصية بأن تعقد حكومة سويسرا على الفور مؤتمر الأطراف السامية المتعاقدة في الاتفاقية الرابعة بشأن التدابير الرامية إلى إنفاذ الاتفاقية في الأراضي الفلسطينية المحتلة، بما فيها القدس الشرقية؛ وطلب من لجنة التحقيق الدولية المستقلة المعنية بالأراضي الفلسطينية المحتلة، بما فيها القدس الشرقية، وإسرائيل أن تقدم تقريراً عن النقل المباشر وغير المباشر أو بيع الأسلحة والذخائر والأجزاء والمكونات والمواد ذات الاستخدام المزدوج إلى إسرائيل، القوة المحتلة، وتحليل العواقب القانونية المترتبة على عمليات النقل هذه، وأن تقدم تقريرها إلى المجلس في دورته التاسعة والخمسين؛ وطلب من مكتب المفوض السامي نشر الموظفين الإضافيين اللازمين والخبرة واللوجستيات إلى مكتب الأراضي الفلسطينية المحتلة لتوثيق ومتابعة المساءلة عن انتهاكات القانون الدولي لحقوق الإنسان والقانون الإنساني الدولي المرتكبة في الأراضي الفلسطينية المحتلة، بما فيها القدس الشرقية؛ وطلب من المفوض السامي لحقوق الإنسان أن يقدم تقريراً عن تنفيذ هذا القرار إلى المجلس في دورته الثامنة والخمسين. وبموجب القرارات التي تم تبنيها، طالب المجلس بمحاسبة إسرائيل على جرائم الحرب المحتملة وطالب بوقف مبيعات الأسلحة إلى إسرائيل. رفضت كل من الأردن ومصر فكرة استضافة اللاجئين الفلسطينيين الفارين من غزة، مع تحذير الملك عبد الله الثاني ملك الأردن من دفع الفلسطينيين إلى البحث عن ملجأ في الأردن، وشدد على ضرورة معالجة الوضع الإنساني داخل غزة والضفة الغربية. أعربت الدولتان عن قلقهما الشديد من أن تسعى إسرائيل إلى طرد الفلسطينيين بشكل دائم، وهو البيان الذي تعارضه إسرائيل. ومع ذلك، في 2 نوفمبر، قالت مصر إنها ستساعد حوالي 7000 أجنبي وفلسطيني يحملون جنسيات مزدوجة عبر معبر رفح الحدودي. حث رئيس وزراء اسكتلندا حمزة يوسف الذي لديه عائلة في غزة المجتمع الدولي على إنشاء برنامج للاجئين للفارين من العنف في غزة وقال إن اسكتلندا مستعدة لتقديم ملاذ للاجئين القادمين إلى المملكة المتحدة.

## الاعتراف بفلسطين
في مايو 2024، أعلنت جزر البهاما أنها اعترفت رسميًا بالدولة الفلسطينية. صرحت سلوفينيا أنها بدأت عملية الاعتراف الرسمي، والتي صوتت بالموافقة عليها في 4 يونيو 2024. صوتت الجمعية العامة للأمم المتحدة على منح دولة فلسطين حقوقًا وامتيازات إضافية، ودعت مجلس الأمن إلى دعم محاولتها للحصول على العضوية الكاملة.

## جرائم الحرب والإبادة الجماعية والدعاوى القضائية
جنوب أفريقيا تقدمت بدعوى ضد إسرائيل أمام محكمة العدل الدولية بتهمة ارتكاب جريمة إبادة جماعية. وعلق محللون، مثل المحلل السياسي الكبير في قناة الجزيرة مروان بشارة، بأن تأثير مثل هذه الدعاوى القضائية على العلاقات الدولية سيكون محدودًا، قائلين: "قد تصدر محكمة العدل الدولية حكمًا ما، ولكن هل سيتم تنفيذ هذا الحكم في حضور الولايات المتحدة والمملكة المتحدة؟"
ذكر مقطع فيديو لمنظمة أطباء بلا حدود شاركته رئيسة منظمة العفو الدولية أنييس كالامار، "إن هذا الإبادة الوحشية لنظام صحي لسكان بأكمله يتجاوز ما يمكن للمساعدات الإنسانية إصلاحه". في 4 ديسمبر، زارت رئيسة الصليب الأحمر ميريانا سبولجاريك إيجر قطاع غزة، قائلة: "الأشياء التي رأيتها هناك تتجاوز أي شيء يمكن لأي شخص أن يكون في وضع يمكنه من وصفه". في 10 ديسمبر 2023، صرحت بشرى الخالدي، الخبيرة في منظمة أوكسفام، أن الوضع لم يعد "مجرد كارثة، إنه نهاية العالم".

### المكانة العالمية لإسرائيل
نتيجة لأفعال إسرائيل في غزة، وصف المحللون انخفاضًا في المكانة الدولية لإسرائيل. في ديسمبر 2023، وُصفت إسرائيل بأنها معزولة بشكل متزايد وسط دعوات عالمية متزايدة لوقف إطلاق النار. صرح الرئيس الأمريكي بايدن أن إسرائيل تفقد الدعم الدولي بشأن كيفية إدارتها للحرب. في مارس 2024، صرحت وزيرة الخارجية الأسترالية بيني وونغ، "ما لم تغير إسرائيل مسارها، فستستمر في فقدان الدعم". في خطاب، صرح زعيم الأغلبية في مجلس الشيوخ الأمريكي، "لا يمكن لإسرائيل البقاء إذا أصبحت منبوذة". وصف أولريش بروكنر، أستاذ في جامعة ستانفورد، استراتيجية الحرب الإسرائيلية بأنها "قصيرة النظر" وتؤدي إلى "خسارة سياسية ستستمر لفترة أطول بكثير من أي نصر محتمل يمكنها المطالبة به". صرح المتحدث باسم وزارة الخارجية الأمريكية أن الغزو الإسرائيلي لرفح "سيترك إسرائيل أكثر عزلة في العالم". كتب جيمس بايز، المحرر الدبلوماسي في قناة الجزيرة الإنجليزية، "ما يتطور ببطء هو العزلة العالمية والإدانة لإسرائيل، إنه يتطور إلى وضع حيث يمكن أن تصبح دولة منبوذة". صرحت ياسمين سرحان من مجلة تايم أن تصرفات إسرائيل شوهت صورة إسرائيل، ربما بشكل دائم في جميع أنحاء العالم. علاوة على ذلك، وبسبب قربهم الشديد من إسرائيل، خسر الحلفاء التقليديون مثل الولايات المتحدة وألمانيا أيضًا مكانة عالمية كبيرة ورأس مال سياسي وأضرارًا سمعة تجاه الجنوب العالمي. صرح أيمن الصفدي، وزير خارجية الأردن، أن تصرفات إسرائيل في غزة حولتها إلى دولة منبوذة.
صرح ألون بينكاس، الدبلوماسي الإسرائيلي السابق، أن إسرائيل تمر "بتشكيل بطيء لدولة منبوذة".
وسط تقارير تفيد بأن المحكمة الجنائية الدولية تستعد لإصدار مذكرات اعتقال بحق القادة الإسرائيليين، صرحت شيمين كيتنر، أستاذة جامعة كاليفورنيا ديفيس، "إذا تم الإعلان عن لوائح اتهام من قبل المحكمة الجنائية الدولية... فإنها ستعزز التصور الدولي المتزايد بأن تصرفات إسرائيل في غزة انتهكت القانون الدولي. وقد يساهم ذلك في الضغط السياسي المتزايد على حلفاء إسرائيل للحد من دعمهم لإسرائيل". في يونيو 2024، ناقش كريس جونيس، المتحدث السابق باسم الأونروا، إضافة الأمم المتحدة لإسرائيل إلى القائمة السوداء للكيانات التي تؤذي الأطفال، قائلاً.
صرح الصحفي الإسرائيلي عكيفا إلدار أن إسرائيل أصبحت دولة منبوذة، قائلاً: "الإسرائيليون غير مرحب بهم في كل مكان".
صرح كريس سيدوتي، عضو لجنة التحقيق المستقلة التابعة للأمم المتحدة، "الاستنتاج الوحيد الذي يمكن التوصل إليه هو أن الجيش الإسرائيلي هو أحد أكثر الجيوش إجرامًا في العالم".

## إجلاء الرعايا الأجانب
أجلت المجر 215 من رعاياها من إسرائيل باستخدام طائرتين في 9 أكتوبر، بينما أجلت رومانيا 245 من مواطنيها، بما في ذلك مجموعتان للحج، على متن طائرتين تابعتين لشركة تاروم وطائرتين خاصتين في نفس اليوم. كما أعلنت أستراليا عن رحلات إعادة إلى الوطن. فر ثلاثمائة حاج نيجيري في إسرائيل إلى الأردن قبل نقلهم جواً إلى وطنهم. أطلقت الهند عملية أجاي لإجلاء مواطنيها من إسرائيل.
في 12 أكتوبر، رتبت المملكة المتحدة رحلات جوية لمواطنيها في إسرائيل؛ غادرت أول طائرة مطار بن جوريون في ذلك اليوم. وكانت الحكومة قد قالت من قبل إنها لن تخلي رعاياها بسبب الرحلات التجارية المتاحة. ومع ذلك، كانت الرحلات تجارية.